# Parthenonskulpturerna
Parthenonskulpturerna är ett samlingsbegrepp för bland annat pedimenten, metoperna, akroterion samt frisen som dekorerade den övre delen av Parthenon. Dessa verk och skulpturer av klassisk grekisk stil skapades under överinseende av den atenske skulptören Fidias (490–430 f.Kr). Han var ansvarig för utsmyckningsprogrammet och skapandet av de skulpturala elementen i templet. Arbetet utfördes under åren 447–432 f.Kr. i samband med uppförandet av templet som var tillägnat staden Atens skyddsgudinna, Athena. Skulpturerna var de sista att uppföras på Parthenon, vilket stod färdigt 432 f.Kr., ett år innan det Peloponnesiska kriget.
Av de ursprungliga parthenonskulpturerna återstår idag drygt 130 meter av den nästan 160 meter långa frisen. 80 meter av frisen befinner sig på British Museum i London och 50 meter på Akropolismuseet i Aten. Många av de 92 metoperna som prydde templets lång- och kortsidor och finns endast kvar i fragment. 15 av de södra metoperna befinner sig idag på British Museum i London. Andra fragmentariska delar finns även på Louvren samt på museum i bl.a Rom, Wien, Palermo och Köpenhamn. Parthenonskulpturerna innefattar även 17 figurer från pedimenten, såväl som andra delar av arkitekturen. Pedimenten, metoperna och friserna är tillverkade av marmor som transporterades till Akropolis från bergskedjan Pentelikon. 
En av tolkningarna för det centrala temat i utsmyckningarna är att visa upp atenarnas makt, stolthet och tapperhet, en annan är att framhäva vikten av att alla atenare bör vara villiga att offra sitt liv för sin stad och samhälle. Vissa av statyerna föreställer mytologiska varelser som till exempel kentaurer och amasoner. Dessa anses av historiker agera som metaforer för perserna och perserkriget. Vissa historiker menar att atenarna ville bevisa att den grekiska demokratin var det överlägsna styrelseskicket, jämförelsevis med persernas kungliga styre. En tolkning som gjorts är att ett genomgående tema kan vara att återberätta historien om perserkriget.

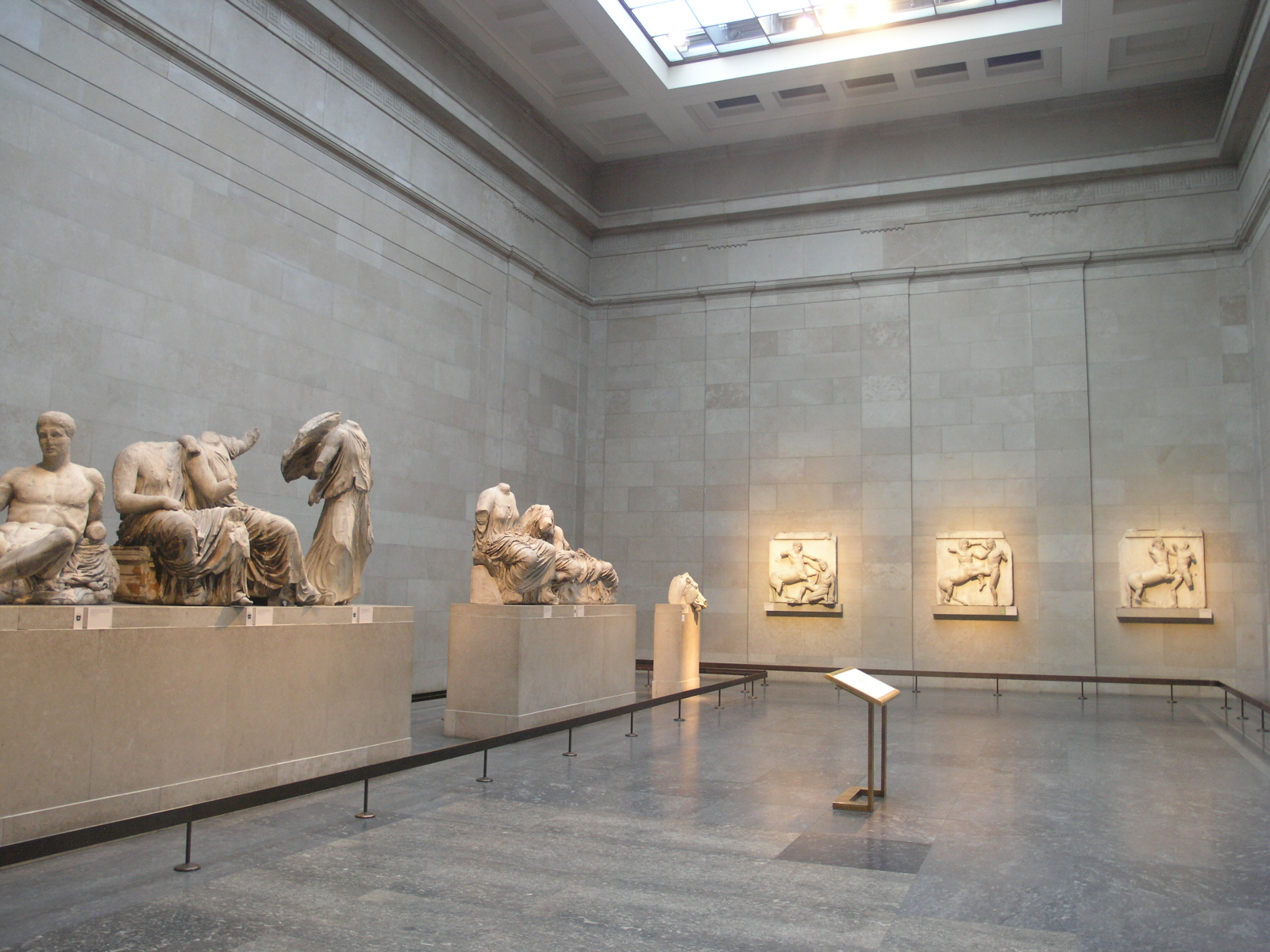
Statyer från det östra pedimentet, på British Museum

## Skulpturerna

### Pedimentet
Ursprungligen fanns det ett femtiotal friskulpturer som var placerade på Parthenons östra och västra pediment. Pedimentens skulpturer och bakgrund var bemålade i olika färger så att åskådarna från marken skulle kunna urskilja figurerna.Av de 28 bevarade återfinns idag 19 på British Museum och 9 på Akropolismuseet. Trots att de är de största kända pedimentskulpturerna i hela Grekland från klassisk tid finns det bara en enda antik beskrivning av pedimenten, nämligen i Pausanias bok Rundresa i Grekland.   
Skulpturerna från det östra pedimentet är dessvärre sämre bevarade, och visar myten om Athenas födelse. Mitten av pedimentet är sämre bevarad än flankerna, och förstördes troligen på 500-talet. Statyerna i det östra pedimentets mitt blev med all sannolikhet vandaliserade när Parthenon omvandlades till kyrka ca 500 f.v.t då man ansåg dessa vara hedniska avgudabilder. Det östra pedimentet tros visa Zeus som står mellan dottern Athena och hustrun Hera. Enligt en av myterna ska Zeus, genom en spådom, fått reda på att hans älskarinna Metis barn skulle bli mäktigare än honom själv. Detta resulterade i att Zeus slukade den havande Metis. Efter en tid fick han en fruktansvärd huvudvärk och bad Hefaistos att öppna upp hans huvud med sin yxa för att se efter vad som värkte. Ur Zeus huvud föddes Athena.  På högra sidan av pedimentet finns en skulptur som avbildar  två kvinnor, dessa har tolkats både som Dione och hennes dotter Afrodite men har även tolkats som Gaia och Thalassa. Den stigande hästvagnen i det vänstra hörnet av pedimentet har tolkats som solens (Helios) uppgång, medan den nedsjunkande hästvagnen i det högra hörnet har tolkats som månens (Selenes) nedgång.[källa behövs]
Trots att det östra pedimentets utsmyckning är till större del bevarad, har det västra pedimentets komposition blivit mer välkänt genom en teckning av Jacques Carrey från år 1674.  Det västra pedimentet med 29 figurer skildrade tävlingen mellan Athena och Poseidon, som skulle avgöra vem av dem som skulle bli Atens beskyddare, genom att erbjuda den vackraste gåvan till folket. Med ett slag från sin treudd skapade Poseidon en källa med vatten, men detta vatten var för salt och var odrickbart för atenarna. Däremot gav Athena folket det första olivträdet, vilket visade sig vara mer användbart. Från olivträdet kunde invånarna utvinna olja och virke, vilket ledde till att hon blev utvald till stadens beskyddare. På pedimentet är de två gudarna uppställda centralt, strävande från varandra i ett ”V”, typiskt för skulptören Fidias kompositioner.  De liggande figurerna i det västra pedimentets hörn har tolkats som personifikationer av Atens två floder, Kefissos och Ilissos, vilket liknar Fidias Zeus tempel i Olympia.

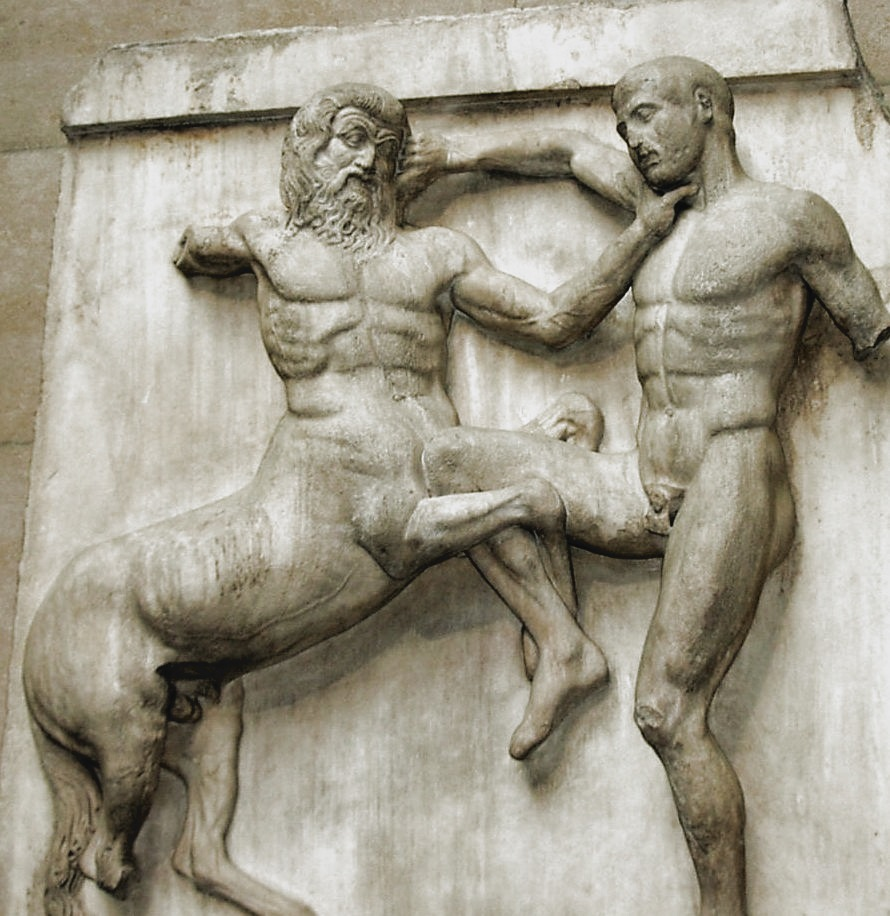
Metop från Partenonskulpturerna som visar en strid mellan en lapith och en kentaur.

### Metoperna
Den yttre frisen som uppfördes mellan år 447 och år 442 f.Kr., pryddes av 92 reliefplattor, så kallade metoper, föreställande scener ur mytologiska slag. Ursprungligen var metoperna bemålade, likt den övriga skulpturala utsmyckningen. De är gjorda i högrelief och är 1.20 meter höga men varierar i bredd. Metoperna var uppdelade i fjorton plattor på var och en av öst- och västfasaderna och trettiotvå på var och en av norr- och sydsidorna. På den norra sidan har det trojanska kriget avbildats. På den södra, slaget mellan greker (lapither) och kentaurer (kentauromachi). Vidare på den östra sidan har kriget mellan gudarna och giganterna (så kallat gigantomachi) avbildats. Till sist visar den västra sidan slaget mellan grekerna och amasonerna (Amazonomachi). Metoperna visar en kombination av både seger och förlust på tre av sidorna. Grekiska förluster dyker upp i metopen för att illustrera att krig och seger kräver förluster på båda sidor. De östra metoperna är inte lika välbevarade men sannolikt porträtterades inte gudarna när de förlorade. Dessa krigsscener ses generellt som en metafor för det forna perserkriget, där perserna representeras av amasoner och kentaurer, krigiska och ociviliserade varelser enligt grekerna. Grekerna representeras av Theseus och lapitherna.  Enligt professor Rachel Koussers teori ska Parthenon och dess metoper, friser och skulpturer ha skildrats med mytologiska teman för att underlätta för grekerna att förmås bearbeta traumat från perserkriget. Genom att gestalta kriget genom en så kallad ”mytens lins” ville man visa på den egna storheten trots ett enormt lidande i samband med perserkriget. Kousser menar även att användandet av mytologi lät atenarna skriva om historien till sin egen fördel. Inom forskningsvärlden diskuteras  det att denna sorts manifestering likväl kunde vara politisk.
Metoperna på sydsidan, som visar en kentauromachi (strid mellan kentaurer och laphiter), klarade sig fram till 1687 då de flesta förstördes under den venetianska belägringen av Akropolis då de osmanska försvararna använde Parthenon som krutförråd.  Dessa skulpturer ska ursprungligen ha burit vapen av metall.  48 av de 64 bevarade metoperna finns i Aten medan de resterande 15 är idag i London på British Museum.

### Frisen
Längs den yttre cellaväggens översta del löper en 160 meter lång, och 91.5 cm hög kontinuerlig fris uppdelad i 114 olika skivor. Frisen utgör ett tydligt exempel på inslag av den joniska ordningen i templet som i övrigt var till stor del av dorisk stil. 
Frisens motiv är omdiskuterat men den traditionella tolkningen är att frisen föreställer den procession som utfördes under den årliga festivalen Panathenaia, som förrättades för att hedra stadsgudinnan Athena Polias. Avbildandet av den Panathenaiska processionen blev först identifierad år 1787 av James Stuart och Nicholas Revett.  Panathenaiafestivalen fungerade samtidigt som ett gemenskapsbyggande tillfälle med de andra grekiska stadsstaterna då den var en panhellensk festival.[källa behövs]
Denna tolkning har ifrågasatts då det inte hittats någon annan tempelfris med en sekulär snarare än en mytologiskt inspirerad illustration. Flera av motiven på frisen passar inte heller in i den panathenaiska processionen, till exempel manliga vattenbärare. Eftersom Athena var en kvinnlig jungfrugudinna skulle även vattenbärarna vara unga jungfrur, så kallade skiaphoroi.[källa behövs] I samma kontext innebär det att den heliga peplosen (den heliga gåvoskruden som överlämnades till gudinnan under festivalen) inte bör presenteras av en man, då den endast fick beröras av kvinnor. På frisen har även ryttare och stridsvagnar avbildats. Bevisen för att sådana inslag skulle ha ägt rum under den samtida panathenaiska processionen är vaga. Ytterligare finns det element som bör vara med i en panathenaisk procession som inte representeras på frisen. Exempel på detta är de atenska hopliterna och skeppet på hjul som transporterade Atenas peplos längs den heliga processionsvägen mellan Dipylonporten och Akropolis.

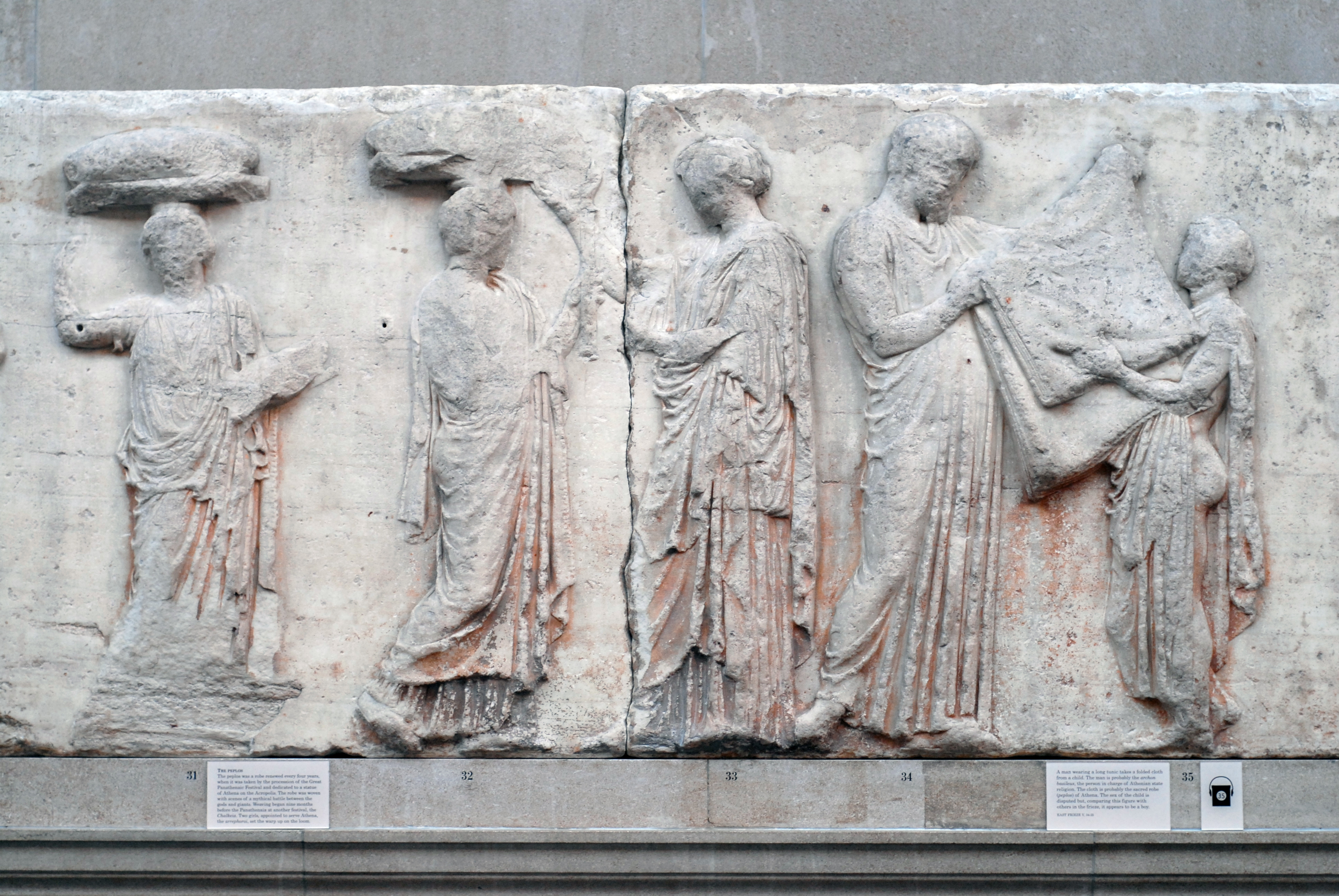
Peplosscenen på den östra delen av Parthenonfrisen

På grund av bland annat ovan nämnda problem har frisernas motiv på senare tid fått nya tolkningar. En sådan tolkning presenteras av Joan B. Connelly, som menar att peplosscenen av frisen beskriver myten om hur Kung Erechtheus räddade Athen från Poseidons son Eumolpos, genom att offra sin dotter. Denna peplosscen som Connelly hänvisar till hittas på östra sidan av frisen, omringad av de tolv olympiska gudarna. Mannen och ynglingen till höger i peplosscenen föreställer enligt Connelly Erechtheus som ger sin dotter en offerskrud där kvinnan i mitten är menad att vara Erechtheus fru Praxithea och de två kvinnorna till vänster är hans äldre döttrar som svurit en ed att följa deras syster in i döden. Dottern har också tolkats att vara en arrephoroi[källa behövs], men Connelly motsäger detta eftersom arrephoroi alltid avbildades i par. I samma segment av frisen ser vi Athena vända blicken från de andra skulpturerna. Connelly menar att detta kan anses underligt om det som avbildats är i syfte att hedra Athena. Detta knyter hon an till tidigare historier inom grekisk mytologi där det är opassande för gudarna att bevittna döden av människor, vilket visas i Euripides berättelser Alcestis och Hippolytos.
Gudarna som var framställda runt peplosscenen i mittpartiet på östra frisen skulle framställas som större än människor för att betona deras gudomlighet. Därför är de gudomliga gestalterna ca ⅓ större än de mänskliga figurerna. Hermes är belägen längst till vänster och kan identifieras genom sin utmärkande bevingade hjälm och skor. Till höger om Hermes ses en figur som tros vara Dionysos, men på grund av det svårt skadade huvudet är detta antagande snarast ett resultat av elimineringsmetoden. Även hans placering bredvid Hermes som var hans styvbror och hur han som vinodlingens gud har sina ben sammanflätade med Demeter, jordbrukets gudinna, kan ses som ledtrådar. Demeter porträtteras med en fackla, och presenteras i en sörjande position som kan antas markera hennes sorg för förlusten av hennes dotter, Persefone. Efter antas det vara Ares, som presenteras som tämligen rastlös.[källa behövs]

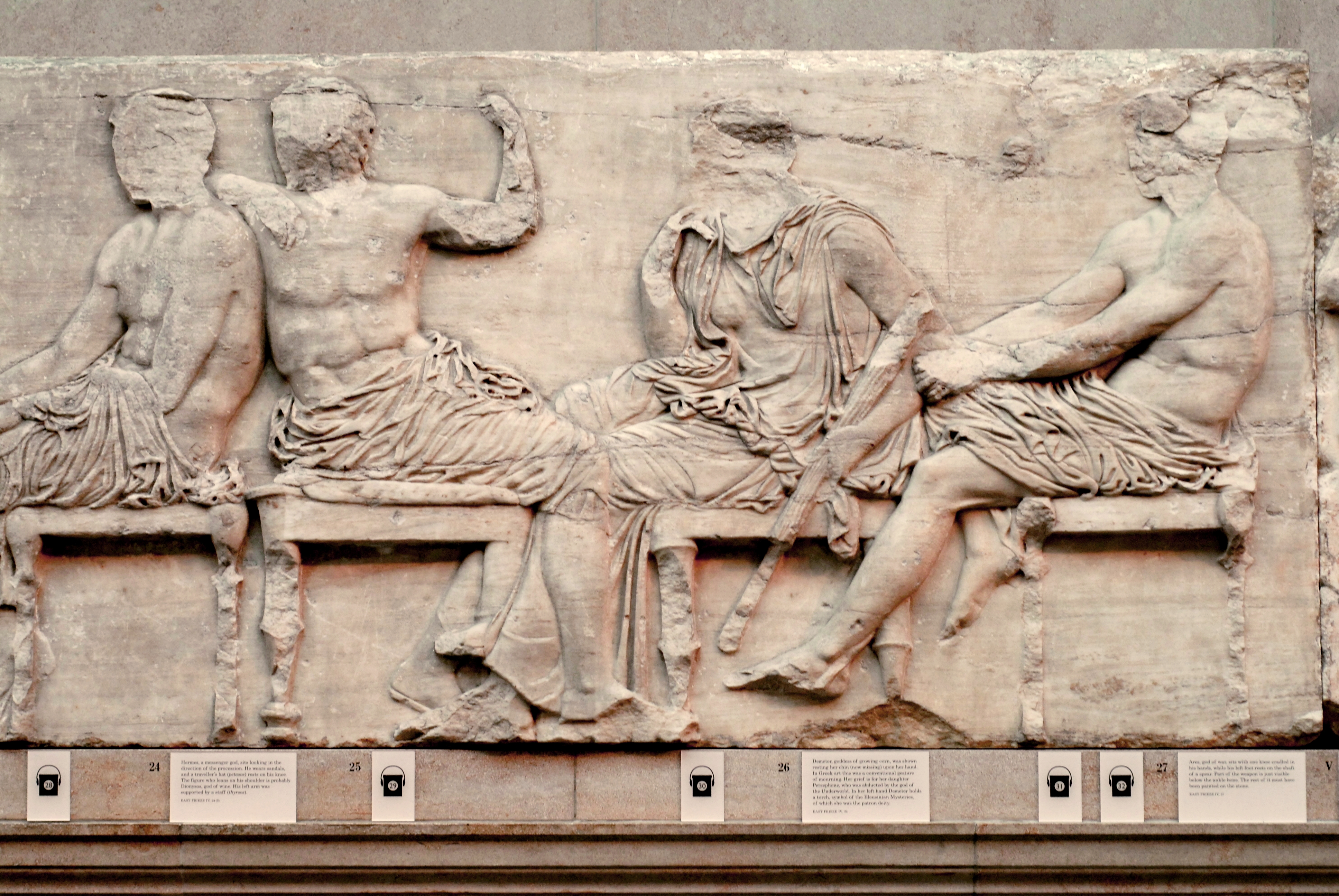
Från vänster: Hermes, Dionysos, Demeter och Ares.

I nästa del av frisen sitter Zeus, konungen av gudarna, som har givits en tron. Hera sitter bredvid, vriden mot Zeus och tar av sig en slöja från huvudet (anakalypsis), vilket kan symbolisera hennes roll som den eviga bruden. Direkt bakom Hera syns även en bevingad, feminin, figur, som tros vara Nike, Iris, eller Hebe. Ingen av dessa gudinnor är del av de tolv olympiska gudarna.[källa behövs]

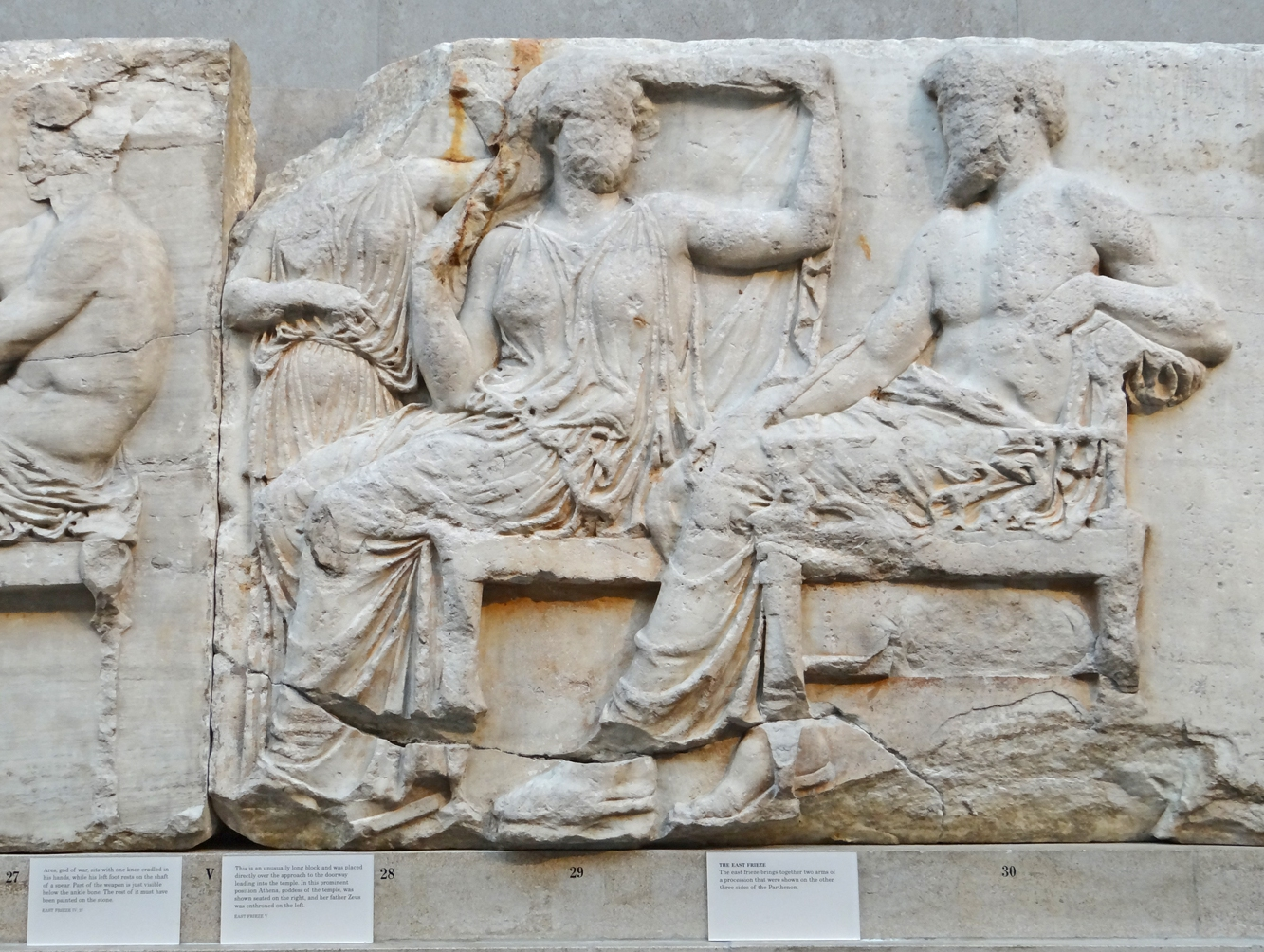
Från vänster: Nike, Hera och Zeus

Därefter avbildas Athena med ormar i knät, och bredvid henne är Hephaistos, som syns med något som efterliknar en krycka under ena armen, som skulle kunna signalera hans hälta.[källa behövs]

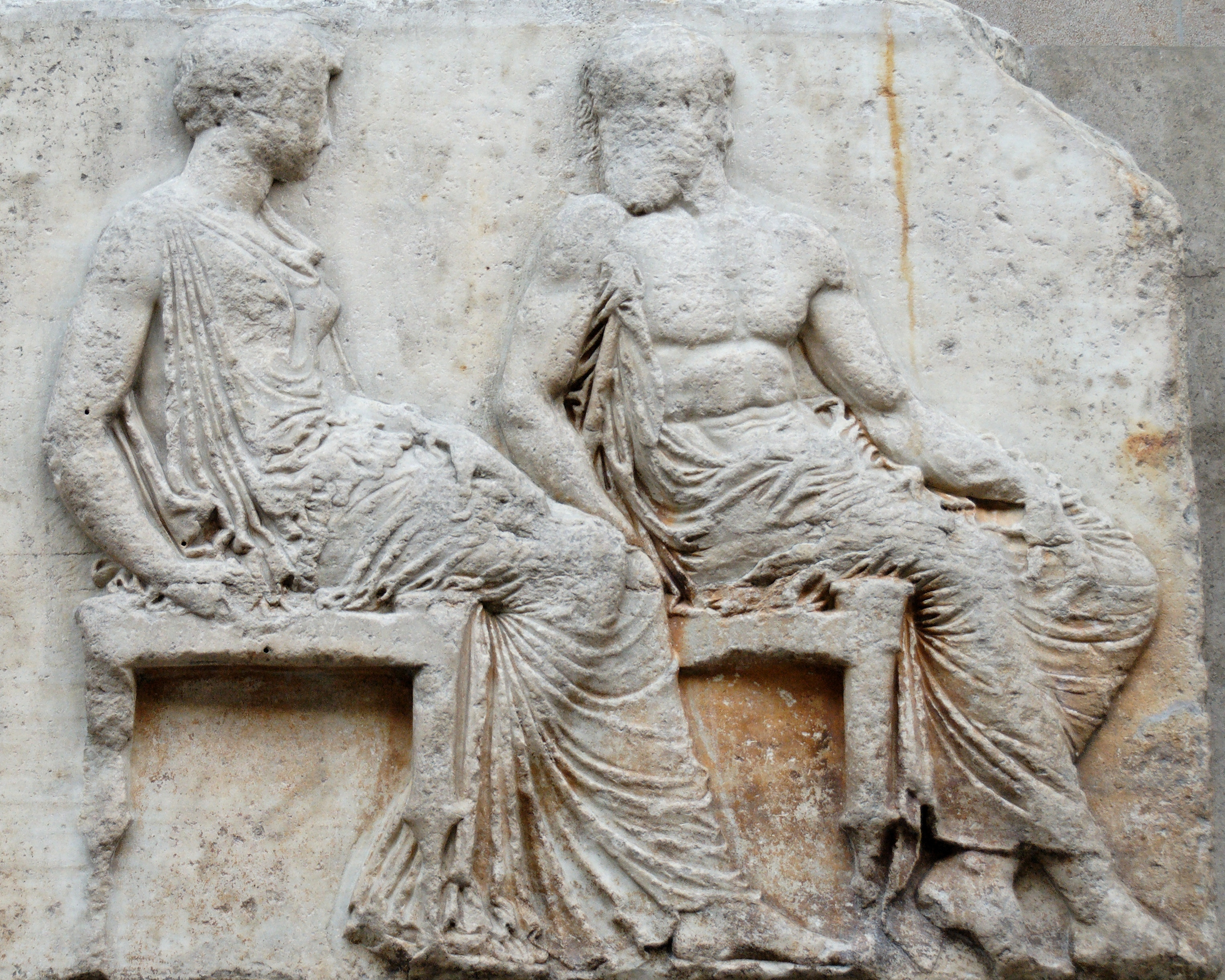
Från vänster: Athena och Hephaistos

Poseidon förmodas vara den skäggiga mannen längst till vänster som konverserar med figuren som uppfattas vara Apollon, baserat på de borrade hålen på vardera sidan av hans huvud, vilket antas varit fästet för ett huvudband. Bredvid honom tros vara hans tvillingsyster Artemis. Slutligen ser man Afrodite och en yngre pojke som förmodas vara hennes son, Eros, som inte är en av de olympiska gudarna.[källa behövs]

Från vänster: Poseidon, Apollon, Artemis. Icke synlig på bilden är Afrodite och Eros.

En stor del av frisen utgörs av ryttare till häst och kuskar i vagnar.  Merparten av ryttarna är skägglösa ynglingar.  En teori är att frisen förmedlade budskapet att alla medborgare i demokratin var aristokrater. Detta gjordes genom att avbilda atenarna som ryttare, med hästen som den aristokratiska symbolen. Enligt ytterligare en teori avbildar frisen Erechtheus armé på väg till slaget mot Poseidons' son Eumolpe.

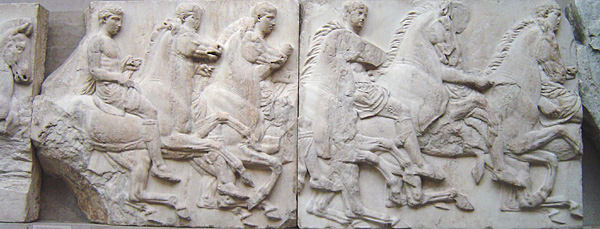
Del av Parthenonfrisen

### Akroterier
Parthenon hade ett antal akroterier av blommor och bevingade Nikai. Ca 24 bitar av en eller två blomsterakroterier av marmor har återfunnits och återskapats och står utställda på skulpturhallen i Basel. Figur akroterier föreställande flygande Nikai prydde de fyra hörnen på Parthenon.[källa behövs]

### Athena Parthenos
Bland Parthenons skulpturer fanns även den monumentala staty som gett namn åt templet (grekiska parthenõn 'jungfrukammaren'), nämligen en 10 meter hög staty föreställande Athena Parthenos. Statyn ska ha stått på ett postament som mätte 4x8 meter. Framställningen av Athena Parthenosstatyn inleddes redan 447 f.Kr. av skulptören Fidias, statyn stod klar 438 f.Kr.  Statyn byggdes med kryselefantin, en antik hantverksteknik, där en stomme av trä smyckades och kläddes med guld samt elfenben. Statyn står i en så kallad ”kontrapost” (från italienska: contrapposto), där det ena benet bär mer av kroppsvikten än det andra och ger en något S-formad figur genom kroppen. Det faktum att statyn står med en kontrapost klargör att den är i klassisk stil. Athena Parthenosstatyn klarade sig inte till modern tid vilket gör att det inte går att beskåda originalet. Däremot finns en stor mängd senklassiska, hellenistiska och romerska replikor, reliefer, mynt och statyetter, samt skriftliga källor från Pausanias och Plinius, att tillgå för att få en uppfattning om den ursprungliga utformningen.  Athena Parthenos var avbildad med en rikt dekorerad hjälm, prydd med en sfinx och två gripar. Hon bar också en mindre staty av segergudinnan Nike. Nike-statyn var ca. 2 meter hög och täcktes med ca. 52 kg guld. Athena bär ett spjut och sköld vars yttre är dekorerad med scener ur en amazonomachi medan dess inre har scener ur en gigantomachi. Även hennes sandaler har scener ur en kentauromachi. Statyn bär starka militäriska attribut och smyckades med mytologiska stridsscener, liknande de som pryder metoperna på Parthenon. Scenerna visade indirekt striden mellan perser och greker. [källa behövs]Bakom skölden fanns en orm, och på gudinnans getskinn på bröstet satt ett medusahuvud i elfenben. Mängden guld som använts i skulpturen ska ha uppgått till 40–44 talenter, motsvarande över ett ton.  Den stora mängden guld kunde avlägsnas i bitar och smältas om det var ekonomiskt nödvändigt och fungerade som en guldreserv, vilket tyder på en stark koppling mellan ekonomi och religion.  På statyns bas ska det även ha funnits en skulptur vid namn "Pandoras födelse". Den avbilar en kvinna som har tolkats vara Pandora, få en krona av Athena. Ares och Zeus är också närvarande på skulpturen. Även om originalet inte längre existerar finns det repliker av denna staty på bland annat museum i Aten, Rom, Belgien och Louvren i Paris. En fullskalig kopia av Parthenontemplet och statyn finns i Nashville, Tennessee.

## Flytten från Grekland
Mellan 1801 och 1805 skeppades en stor del av Parthenonskulpturerna till Storbritannien av Thomas Bruce, 7:e earl av Elgin, brittisk ambassadör i Konstantinopel i osmanska riket. Aten och Grekland var då ockuperat av osmanerna. 1939 flyttas de till Duveen Gallery i British Museum, London. Tidigare försök att föra skulpturer från Aten till Västeuropa var nästintill omöjligt då det Osmanska riket före 1800-talet begränsade resor in och ut i landet.[källa behövs]
Lord Elgin var varken den förste eller siste som tog delar av marmorn från dess ursprungsplats. Återstoden av de bevarade skulpturerna är spridda runt om museer i Europa, såsom i Paris, Vatikanstaten, Köpenhamn, Wien, Würzburg och München. British Museum har även ytterligare fragment av parthenonskulpturerna som de fått från samlingar utan koppling till Lord Elgin.[källa behövs]
Då skulpturerna skeppades till Storbritannien, riktades kritik mot Elgin (som spenderade en förmögenhet på projektet) men även beundran inför skulpturerna. Lord Byron var starkt emot flytten av dem från Grekland:
Dull is the eye that will not weep to see
Thy walls defaced, thy mouldering shrines removed
By British hands, which it had best behoved
To guard those relics ne'er to be restored.
—"Childe Harold's Pilgrimage"
John Keats var en av dem som såg skulpturerna ställas ut privat i London och skrev två sonetter om dem. Richard Payne Knight med flera hävdade att marmorskulpturerna kom från romartiden, men de flesta ansåg att de var äkta verk av Fidias, som är den mest kände av antikens grekiska skulptörer. Skulpturerna köptes slutligen av staten 1816 för £35 000, en betydligt lägre summa än de £75 000 Lord Elgin hade krävt. Skulpturerna flyttades till British Museum, där de ställdes ut i Elginsalongen (byggd 1832), där de förblev tills Duveen Gallery hade färdigställts 1939.[källa behövs]
Det har förts en avsevärd debatt genom åren vad som nu bör göras med skulpturerna. Även om Elgins motiv att flytta dem från en riskfylld miljö kan ha varit av välmening, menar många, särskilt den grekiska staten, att de bör återlämnas till Aten och ställas ut i det nya Akropolismuseet där arkitekten medvetet lämnat utrymme i frisen för de saknade skulpturerna. Många menar vidare att även om Elgin tog skulpturerna från Parthenon med bevarandet av ett kulturarv i åtanke, så fick han godkännandet av det osmanska riket som Grekland var ockuperat av vid denna tid. Idag kräver Grekland statyernas återkomst då osmanska riket inte hade legitimiteten att ge bort en så central del av det grekiska kulturarvet.  Ingen menar att de bör återställas på sina ursprungsplatser på Parthenon, eftersom de där skulle komma att skadas av naturelementen. British Museum försvarar sina rättigheter att äga och ställa ut marmorskulpturerna.[källa behövs]
Numera är omkring två tredjedelar av frisen i London och en tredjedel finns kvar i Aten. I den östra delen av Parthenon fanns frisen som föreställer de grekiska gudarna sittande på pallar. Eftersom frisen är uppdelad mellan London och Aten kan man inte den i sin helhet. En nästan komplett kopia av denna del av friserna finns i Hammerwood Park nära East Grinstead i Sussex.[källa behövs]
I det nya Akropolismuseet, ritat av den schweizisk-amerikanske arkitekten Bernard Tschumi och invigt i juni 2009, visas skulpturerna på samma sätt som de skulle sett ut på Parthenon. Tomrum har lämnats för att markera de saknade delarna, som finns i London. Syftet är att påminna besökaren om att frisen är inkomplett.[källa behövs]
Begreppet elginism, döpt efter Thomas Bruce av Elgin, innebär att man lägger beslag på ett främmande lands kulturarv i form av kulturella föremål och införlivar dessa i det egna landets historia i syfte att skapa nationell stolthet. Det tidigaste användandet av begreppet förmodas vara i boken Journal of a Voyage up the Nile skriven av en anonym författare inte långt efter att Elgin tog artefakterna till Storbritannien. Begreppet används av motståndare som menar att elginism är kulturellt sabotage och att föremål behöver en kulturell och historisk kontext som försvinner om man flyttar dem. Även landets kulturella identitet kan skadas av att viktiga kulturella föremål flyttas.